# Landeswettbewerb Mathematik Bayern
Der Landeswettbewerb Mathematik Bayern (LWMB) ist ein seit 1998 jährlich stattfindender Mathematikwettbewerb, der in enger Absprache mit dem Landeswettbewerb Mathematik Baden-Württemberg durchgeführt wird. Er richtet sich an Schüler bayerischer Realschulen und Gymnasien der Unter- und Mittelstufe bis einschließlich zehnter Klasse und besteht aus zwei Hausaufgabenrunden und einem Ferienseminar. Der Wettbewerb wird von Albrecht Kliem geleitet.

## Erste Runde
Die erste Runde beginnt jeweils mit Schuljahresanfang, also Mitte September. Es werden sechs Aufgaben gestellt, von denen höchstens vier bearbeitet werden dürfen, wobei Schüler, die die zehnte Jahrgangsstufe noch nicht erreicht haben, ihre Aufgaben frei auswählen, Zehntklässler können seit dem 12. LWMB im Schuljahr 09/10 nur die erste Aufgabe nicht bearbeiten, davor durfte auch die zweite Aufgabe nicht bearbeitet werden. Es sind Einzelbeiträge und Gruppenarbeiten mit bis zu drei Personen zugelassen, eine Selbstständigkeitserklärung muss unterschrieben werden. Der Einsendeschluss ist jährlich verschieden Anfang bis Mitte November, die Ergebnisse werden den Schulen Ende Dezember bekanntgegeben.
Bei der Korrektur können pro Aufgabe bis zu vier Punkte vergeben werden, wobei bei der Bewertung darauf geachtet wird, dass alle Schritte, die zur Ergebnisfindung führen, in der Lösung aufgeführt und begründet sind – es muss also ein mathematischer Beweis geführt werden. Da in dieser Runde maximal vier Aufgaben bewertet werden, kann man bis zu 16 Punkte erzielen.
Vergeben werden erste (ab 14 Punkten), zweite (ab 11 Punkten) und dritte Preise (ab 8 Punkten). Jeder Teilnehmer bekommt meist eine mathematische Kleinigkeit zum Basteln oder Ähnliches. Preisträger erhalten zusätzlich Buchpreise und Urkunden.

## Zweite Runde
Zur Teilnahme an der zweiten Runde sind nur die Erst- und Zweitpreisträger der ersten Runde zugelassen. Von vier Aufgaben dürfen dabei maximal drei eingesandt werden. Unter diesen Aufgaben können auch die Zehntklässler frei wählen, allerdings ist in dieser Runde keine Gruppenarbeit mehr zugelassen. Der Einsendeschluss ist meistens ein Datum Mitte bis Ende Februar – die Ergebnisse werden Ende März bekanntgegeben, wobei in dieser Runde zusätzlich zur Benachrichtigung der Schulen die Ergebnisse auch den Teilnehmern selbst zugeschickt werden.
Wie in der ersten Runde werden pro Aufgabe maximal vier Punkte vergeben, die Höchstpunktzahl beträgt also 12 Punkte.
In dieser Runde sind keine Sachpreise zu gewinnen, die Teilnehmer erhalten jedoch Urkunden und die 60 besten Teilnehmer („Landessieger“) werden zusätzlich auf eines der beiden Ferienseminare eingeladen.

## Ferienseminare
Die beiden Seminare (Nord- und Südseminar, je nach Wohnort der Teilnehmer), zu denen die 60 Landessieger eingeladen werden, sind einwöchig und finden gewöhnlich in den Osterferien statt. Das Nordseminar befindet sich meist in Würzburg und wird von Albrecht Kliem und Robert Strich (früher Claudia Steffen) geleitet, das Südseminar ist in der Regel in Riedenburg (früher in Habischried) und wird von Michael Giglberger und Barbara Götz betreut. Bei den Seminaren werden den Teilnehmern Vorträge über diverse mathematische Themen geboten und sie bekommen die Möglichkeit, andere Schüler mit ähnlichen mathematischen Interessen kennenzulernen. Die Kosten der Seminare und die Anfahrtskosten werden vom Kultusministerium getragen.

## Prämierung der Schulen
Die insgesamt am besten abschneidenden Schulen werden ebenfalls prämiert, wobei als Bewertungskriterien die Anzahl der teilnehmenden Schüler, deren Abschneiden und die Größe der jeweiligen Schulen herangezogen werden. Sie werden im Rahmen einer feierlichen Prämierungsveranstaltung mit Geldpreisen ausgezeichnet (1. Preis: 1500 €; 2. Preis: 1250 €; 3. Preis: 1000 €), welche an den Schulen dazu verwendet werden sollen, die dortigen mathematischen Tätigkeiten weiter auszubauen.

## Quod Erat Demonstrandum e. V.
Ehemalige Teilnehmer der Ferienseminare gründeten im Jahr 2000 den gemeinnützigen Quod Erat Demonstrandum e. V. um weitere Treffen zu veranstalten, bei denen es wiederum Vorträge zu mathematischen Themen gibt. Der Verein umfasst derzeit ungefähr 400 Mitglieder, die durchschnittlich vier Seminare und eine Sommerakademie im Jahr veranstalten.
Im Oktober 2009 wurde dem Verein der erste Karg-Preis verliehen, der mit 50.000 € dotiert und zur weiteren Hochbegabtenförderung gedacht ist.